# Driver 76
Driver 76 es un videojuego de la consola PlayStation Portable, el cual fue lanzado en Estados Unidos el 8 de mayo de 2007, en Australia el 10 de mayo de 2007 y en Europa el 11 de mayo de 2007. Es el quinto de la saga Driver y el primero en estar en PlayStation Portable, el videojuego es exclusivo para esta consola.

## Historia
La trama ocurre en 1976, dos años antes de los sucesos de "Driver: Parallel Lines". La historia comienza con Ray, un conductor que se enamora de Chen Chi, pero ella está enamorada de alguien más, Jimmy. Después de ganarse el respeto del padre de la chica, Ray es traicionado y tendrá que ganar dinero en un corto tiempo. Tras un tiempo vuelve a encontrarse con Zhou, el padre de Chen Chi, y él le cuenta que Jimmy es el traidor y que deberá acabar con su imperio. Luego se presumió que Jimmy había muerto en una explosión en su casa de Englewood (producida por una bomba situada en el coche de Slink, la cual había sido puesta por Jimmy con intención de matar a Ray y Slink, pero no sabía que su plan había fracasado porque Zhou por alguna extraña razón se dio cuenta del plan y llama por teléfono a Slink para contarle sobre el plan de Jimmy de "mandarlos al otro mundo" y le devuelven el coche saboteado a Jimmy con una grúa robada no sin antes acabar con Beni Sing el colega de Jimmy quien iba a delatar a Ray y Slink para contarle que ellos 2 siguen vivos y con los guardaespaldas de Jimmy quienes vigilaban la casa), Zhou le entrega todo su apoyo a Ray para que sea novio de Chen Chi, pero se da cuenta de que Chen Chi ha sido secuestrada por un escalofriante Jimmy destrozado por la explosión. Sin embargo, Ray logra rescatar a Chen Chi y derribar el helicóptero de Jimmy con su auto.